# Sala do Presidente

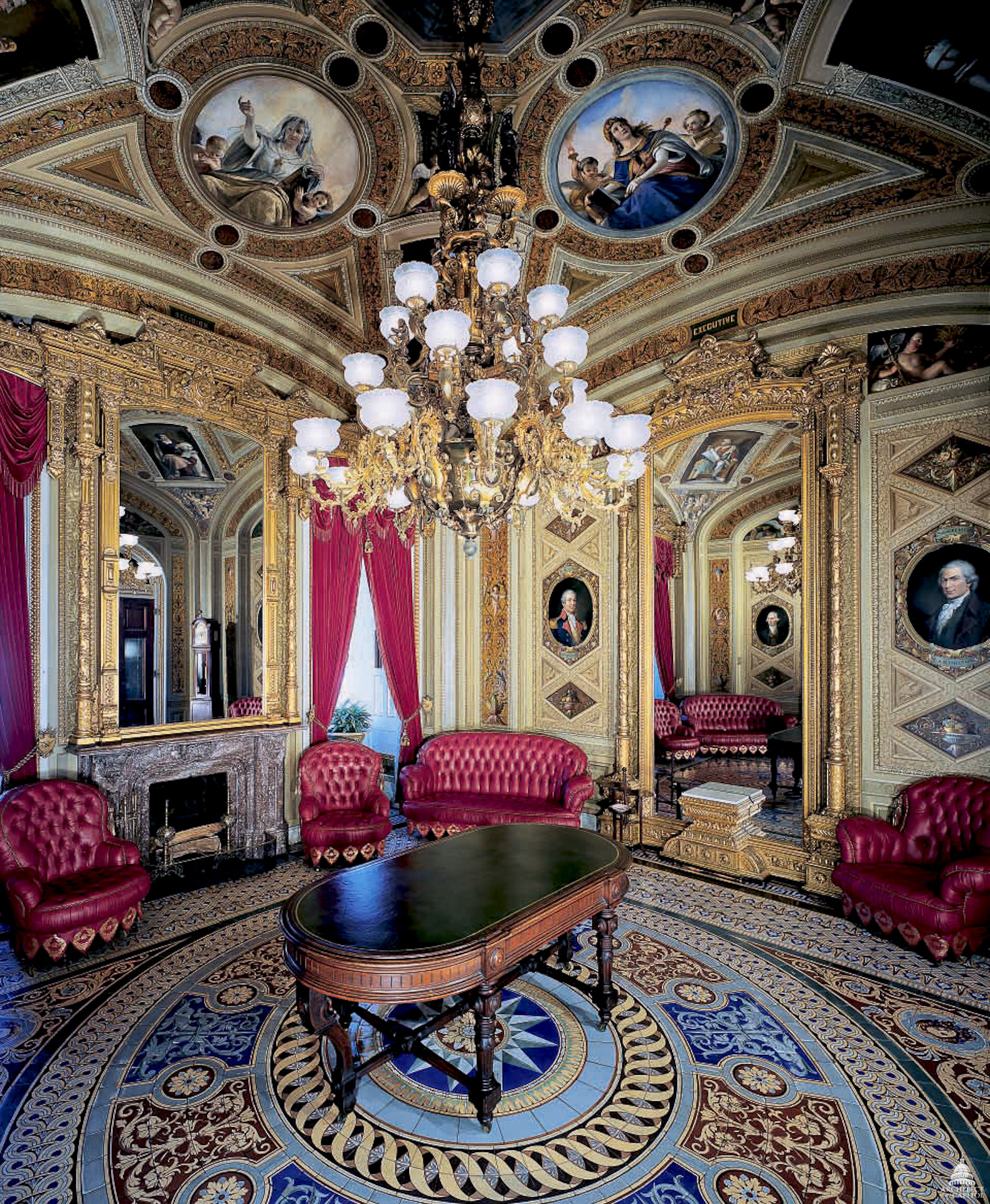
A Sala do Presidente, fotografada em 2011

A Sala do Presidente (em inglês:  President's Room) é uma das salas mais ornamentadas do Capitólio dos Estados Unidos, ricamente adornada com pinturas a fresco do artista greco-italiano Constantino Brumidi. A sala foi concluída em 1859 como parte da vasta extensão do Capitólio, que adicionou novas alas do Senado e da Câmara e a nova cúpula de ferro fundido.

## História
Quando os arquitetos projetaram a nova ala do Senado no início da década de 1850, os senadores os orientaram a incluir uma Sala do Presidente, em parte para simbolizar a responsabilidade constitucional do Senado de fornecer ao Presidente dos Estados Unidos conselhos e consentimento sobre nomeações e tratados. Os presidentes usaram a sala para assinar a legislação no final de cada sessão do Congresso. Essa prática terminou em 1933 com a ratificação da Vigésima Emenda à Constituição dos Estados Unidos, que estabeleceu datas de término diferentes para os mandatos presidenciais e do Congresso. Embora ocasionalmente usada por presidentes, a sala hoje é utilizada principalmente por senadores para entrevistas e conferências de imprensa.
Em 1991, os móveis históricos da sala foram restaurados para o período de 1870 pela Comissão de Arte do Senado. O teto e as paredes também foram restaurados para suas cores brilhantes originais e detalhes sutis, e os espelhos foram re-dourados. A sala só é acessível em uma visita guiada com um membro da equipe do Congresso quando o Senado não está em sessão.
Durante o julgamento de impeachment de Bill Clinton, o Chefe de Justiça William Rehnquist usou a Sala do Presidente como escritório. O Chefe de Justiça John Roberts usou a sala como escritório durante o primeiro julgamento de impeachment de Donald Trump.

### Uso por presidentes
A sala foi usada pela primeira vez pelo presidente James Buchanan em 4 de março de 1861, em um momento de grande perigo para a nação, depois que vários estados do sul deixaram a União e um mês antes do início da Guerra Civil. O país ainda estava em guerra em 3 de março de 1865, quando o presidente Abraham Lincoln visitou a Sala do Presidente para assinar a habitual enxurrada de legislação de fim de sessão. Lá, ele recebeu uma mensagem do general da União Ulysses S. Grant de que o general confederado Robert E. Lee havia solicitado uma reunião para discutir "os assuntos de controvérsia entre os beligerantes".
Após consultar o Secretário da Guerra Edwin M. Stanton e o Secretário de Estado William Henry Seward, Lincoln respondeu por meio de Stanton que Grant não deveria conversar com o general confederado, "a menos que fosse para a capitulação do exército do General Lee", mas deveria "aproveitar ao máximo suas vantagens militares".
Lee entregou o Exército da Virgínia do Norte a Grant no mês seguinte. Uma dúzia de anos depois, em 3 de março de 1877, o presidente Grant usou a Sala do Presidente para assinar a legislação promulgada durante os últimos dias do Quadragésimo Quarto Congresso.
Woodrow Wilson tinha grandes planos para esta sala quando se tornou presidente em 1913. O primeiro presidente democrata em dezesseis anos, ele pretendia usar a Sala do Presidente como um escritório de trabalho para conferir com os democratas do Congresso, que controlavam ambas as casas pela primeira vez em dezoito anos. No início, Wilson era um visitante frequente, mas ele visitava o Capitólio com menos frequência, pois o apoio à sua agenda legislativa vacilou e suas relações com o Congresso se deterioraram. Os republicanos, que recuperaram a maioria no Senado em 1918, ressentiram-se do fracasso de Wilson em conferir com o Senado antes de negociar o tratado que encerrou a Primeira Guerra Mundial, assim como muitos membros do próprio partido de Wilson, e o presidente sofreu uma derrota humilhante quando o Senado rejeitou o Tratado de Versalhes em 19 de novembro de 1919, e novamente em 19 de março de 1920.
A última visita de Wilson à Sala do Presidente foi particularmente dolorosa. Ao assinar a legislação de fim de sessão em 4 de março de 1921, ele foi informado pelo presidente do Comitê de Relações Exteriores Henry Cabot Lodge (R-Massachusetts), que liderou a luta contra o tratado, que o Congresso havia concluído seu trabalho e aguardava "mais comunicações suas". Com a saúde debilitada por uma campanha exaustiva para garantir apoio popular ao tratado, Wilson se recusou a olhar para seu adversário, respondendo com um conciso "Não tenho mais comunicações".
Em 6 de agosto de 1965, o presidente Lyndon B. Johnson se tornou o primeiro presidente em mais de um quarto de século a usar a Sala do Presidente para o propósito pretendido, assinando a Lei dos direitos de voto de 1965 após uma cerimônia emocionante e comovente na Rotunda do Capitólio. Johnson compareceu a uma Sessão Conjunta do Congresso em 15 de março de 1965 para pedir a aprovação do projeto de lei que garantia direitos iguais de voto para cidadãos afro-americanos. Ele retornou ao Capitólio para assinar o ato, um gesto que, como ele explicou em suas memórias, tinha a intenção de "dramatizar a importância que atribuímos a este projeto de lei – e dar plena medida ao Congresso".
O senador Howard Baker do Tennessee havia insistido sem sucesso para que o presidente Richard Nixon mudasse seus escritórios de trabalho para o Capitólio, deixando a Casa Branca como alojamento cerimonial e residencial do presidente. Da mesma forma, Jimmy Carter havia expressado intenções de usar a sala de assinaturas quando assumiu o cargo em 1977, mas nunca agiu sobre elas.
Nos dias seguintes à sua vitória eleitoral em novembro de 1980, o presidente eleito Ronald Reagan olhou para o Capitólio e disse aos repórteres: "Preparem a Sala do Presidente!" Cumprindo sua promessa, Reagan fez da Sala do Presidente sua primeira parada após deixar a plataforma inaugural do Capitólio em 20 de janeiro de 1981. Acompanhado pelo vice-presidente George H. W. Bush, os líderes do Senado Howard Baker e Robert Byrd, e um grande contingente da mídia, o novo presidente assinou nomeações para cargos no Gabinete dos Estados Unidos e uma ordem congelando o emprego federal. Em várias ocasiões nos meses seguintes, Reagan retornou a esta sala para conferir com os líderes do Congresso sobre um compromisso orçamentário. Seguindo o exemplo de Reagan, George H. W. Bush, Bill Clinton, George W. Bush, Barack Obama, Donald Trump e Joe Biden escolheram começar suas presidências com uma visita aqui.
Embora presidentes desde Lyndon Johnson tenham usado a sala para vários propósitos durante seus mandatos, Johnson foi aparentemente o último presidente a assinar uma legislação na Sala do Presidente até Donald Trump. Trump assinou um projeto de lei em seu primeiro dia no cargo, 20 de janeiro de 2017, dispensando o período de espera de sete anos para um ex-oficial militar servir como Secretário de Defesa. Essa lei permitiu que James Mattis fosse nomeado.